# Rastar
Rastar era una compañía de cine estadounidense fundada en 1966 por el productor de Hollywood, Ray Stark (d. 2004), quien estuvo involucrado en la mayoría de sus producciones. Su primera película fue en 1968 de Funny Girl.
La empresa era el más activo durante los años 1970 y 1980, con películas como The Owl and the Pussycat, Murder By Death, Seems Like Old Times y Annie. Películas más notables de la compañía que incluyen Magnolias de Acero, y Los Caraduras y su trío de películas. 1996 de Harriet the Spy y en 2000 Alley Cats Strike, una película realizada para Disney Channel, fueron dos de sus últimos esfuerzos. En 1974, fue adquirida por Columbia Pictures, que incluyó Rastar Productions, Rastar Pictures, Rastar Features y Rastar Television. Ray Stark luego fundó Rastar Films, la reencarnación de Rastar Pictures y fue adquirida por Columbia Pictures en 1980.